# Hoofdman van Drouwen
De Hoofdman van Drouwen, ook wel Stamhoofd van Drouwen lag begraven in een grafheuvel met een groot aantal grafgiften uit de bronstijd. Het graf wordt gedateerd op 1700-1600 v.Chr. Het skelet is volledig vergaan.
Het graf werd in 1927 ontdekt door Albert van Giffen iets ten zuiden van de Drentse plaats Drouwen. Volgens Van der Sanden zou de ligging van de grafheuvel – precies in het midden van de driehoek die door de hunebedden D19-D20, D21-D25 en D26 wordt gevormd – een symbolische betekenis kunnen hebben. De bouwers van de heuvel zouden op deze manier een verband gelegd hebben met de oudere bestaande grafheuvels (hunebedden hadden in die tijd de vorm van "langwerpige heuvels"). In de tijd van de opgraving was nog slechts een deel van de heuvel aanwezig. Van Giffen vond hier behalve het hoofdgraf ook 35 graven uit een latere periode, de vroege middeleeuwen.

## Inventarisatie
Gezien de rijkdom aan giften bestaat het vermoeden dat de persoon in het graf een belangrijke rol moet hebben gespeeld in de gemeenschap waarin hij leefde, bijvoorbeeld stamhoofd.
Omstreeks 1600 v.Chr. ontstaat in Noordwest-Duitsland de Sögel-Wohldegroep, welke contacten met Bohemen vertoont. Het graf van de Hoofdman van Drouwen bevat onder andere een bronzen zwaard en scheermes van Sögeler type.
De grafgiften bestaan uit bronzen voorwerpen: een Noord-Duits zwaard met versierd lemmet en de restanten van een schede, een randbijl en een scheermes uit Groot-Brittannië. Ook twee gouden spiraalringen (waarschijnlijk oorringen) behoren tot de inventaris. Tot slot ook flink wat voorwerpen van vuursteen: negen pijlpunten, een slijpsteen en een vuurslag.
Het zwaard is het oudste zwaard van Nederland.